# Giuseppe Girelli
Giuseppe Girelli (ur. 10 stycznia 1886 w Villafranca di Verona, zm. 1 maja 1978 w Negrar) – włoski sługa Boży Kościoła katolickiego.

## Życiorys
Giuseppe Girelli urodził się 10 stycznia 1886 roku, jako siódme dziecko swoich rodziców. Uczęszczał do szkoły podstawowej, a następnie pięć lat do szkoły średniej. W 1903 roku wstąpił do seminarium diecezjalnego, a w 1910 roku został wyświęcony na kapłana, przez kardynała Bartolomea Bacilleriego. W 1958 roku założył towarzystwo pomocy misjonarzom i więźniom. W czerwcu 1959 roku został odznaczony złotym medalem za zasługi cywilne, przez ministra sprawiedliwości Guido Gonellę.
Zmarł 1 maja 1978 roku, w wieku 92 lat.